# Гупово
Гупово — деревня в Курчатовском районе Курской области. Входит в Макаровский сельсовет.

## География
Деревня находится на реке Сейм, в 36 км западнее Курска, в 6 км севернее районного центра — города Курчатов, в 10,5 км от центра сельсовета — Макаровка.
Климат
Гупово, как и весь район, расположено в поясе умеренно континентального климата с тёплым летом и относительно тёплой зимой (Dfb в классификации Кёппена).

## Население
| 2002 | 2010 |
| ---- | ---- |
| 45   | ↘28  |

## Инфраструктура
Личное подсобное хозяйство. Общеобразовательная школа (МКОУ Мосоловская ООШ). В деревне 62 дома.

## Транспорт
Гупово находится в 27 км от федеральной автодороги М2 «Крым», в 6 км от автодороги регионального значения 38К-017 (Курск — Льгов — Рыльск — граница с Украиной), на автодороге межмуниципального значения 38Н-575 (река Сейм — Мосолово — Нижнее Сосково), в 6 км от ближайшего ж/д остановочного пункта Курчатов (линия Льгов I — Курск). Остановка общественного транспорта.